# Алі Моллов
Алі Моллов (болг. Али Моллов; нар. 31 грудня 1970, Троян, Ловецька область) — болгарський борець греко-римського стилю, бронзовий призер чемпіонату світу, триразовий срібний призер чемпіонатів Європи, учасник Олімпійських ігор.

## Життєпис
Боротьбою почав займатися з 1982 року.
Виступав за борцівський клуб «Славія-Літекс», Софія. Тренер — Братан Зенов.

## Спортивні результати на міжнародних змаганнях

### Виступи на Олімпіадах
| Змагання                    | Збірна   | Вагова категорія                 | Місце |
| --------------------------- | -------- | -------------------------------- | ----- |
| Літні Олімпійські ігри 2000 | Болгарія | греко-римська боротьба, до 97 кг | 19    |

### Виступи на Чемпіонатах світу
| Змагання                        | Збірна   | Вагова категорія                 | Місце  |
| ------------------------------- | -------- | -------------------------------- | ------ |
| Чемпіонат світу з боротьби 1994 | Болгарія | греко-римська боротьба, до 90 кг | 9      |
| Чемпіонат світу з боротьби 1995 | Болгарія | греко-римська боротьба, до 90 кг | 9      |
| Чемпіонат світу з боротьби 1997 | Болгарія | греко-римська боротьба, до 97 кг | 16     |
| Чемпіонат світу з боротьби 1998 | Болгарія | греко-римська боротьба, до 97 кг | 5      |
| Чемпіонат світу з боротьби 1999 | Болгарія | греко-римська боротьба, до 97 кг | 30     |
| Чемпіонат світу з боротьби 2001 | Болгарія | греко-римська боротьба, до 97 кг | 11     |
| Чемпіонат світу з боротьби 2002 | Болгарія | греко-римська боротьба, до 96 кг | Бронза |
| Чемпіонат світу з боротьби 2003 | Болгарія | греко-римська боротьба, до 96 кг | 29     |

### Виступи на Чемпіонатах Європи
| Змагання                         | Збірна   | Вагова категорія                 | Місце  |
| -------------------------------- | -------- | -------------------------------- | ------ |
| Чемпіонат Європи з боротьби 1993 | Болгарія | греко-римська боротьба, до 90 кг | Срібло |
| Чемпіонат Європи з боротьби 1994 | Болгарія | греко-римська боротьба, до 90 кг | 10     |
| Чемпіонат Європи з боротьби 1995 | Болгарія | греко-римська боротьба, до 90 кг | 11     |
| Чемпіонат Європи з боротьби 1996 | Болгарія | греко-римська боротьба, до 90 кг | 6      |
| Чемпіонат Європи з боротьби 1997 | Болгарія | греко-римська боротьба, до 97 кг | 5      |
| Чемпіонат Європи з боротьби 1998 | Болгарія | греко-римська боротьба, до 97 кг | 11     |
| Чемпіонат Європи з боротьби 1999 | Болгарія | греко-римська боротьба, до 97 кг | Срібло |
| Чемпіонат Європи з боротьби 2001 | Болгарія | греко-римська боротьба, до 97 кг | Срібло |
| Чемпіонат Європи з боротьби 2002 | Болгарія | греко-римська боротьба, до 96 кг | 4      |
| Чемпіонат Європи з боротьби 2003 | Болгарія | греко-римська боротьба, до 96 кг | 14     |

### Виступи на інших змаганнях
| Змагання                                                        | Збірна   | Вагова категорія                 | Місце  |
| --------------------------------------------------------------- | -------- | -------------------------------- | ------ |
| Тестовий турнір FILA 1998                                       | Болгарія | греко-римська боротьба, до 97 кг | Бронза |
| Міжнародний меморіал Дейва Шульца 1999                          | Болгарія | греко-римська боротьба, до 97 кг | Золото |
| Олімпійський кваліфікаційний турнір з боротьби 2000 (Фаенца)    | Болгарія | греко-римська боротьба, до 97 кг | 4      |
| Міжнародний меморіал Дейва Шульца 2003                          | Болгарія | греко-римська боротьба, до 96 кг | Срібло |
| Олімпійський кваліфікаційний турнір з боротьби 2004 (Новий Сад) | Болгарія | греко-римська боротьба, до 96 кг | 4      |